# Čerkasy
Čerkasy (in ucraino Черкаси?, Čerkasy; in russo Черкассы?, Čerkassy) è una città di rilevanza regionale dell'Ucraina centrale. Ospita l'amminstrazione non dell'oblast' di Čerkasy e del distretto di Čerkasy. La città ha una popolazione di 269 836 abitanti.
Fino al 18 luglio 2020, Čerkasy era designata come città di rilevanza regionale ed apparteneva alla municipalità di Čerkasy, ma non al distretto di Čerkasy, anche se era il centro amministrativo del distretto. Come parte della riforma amministrativa dell'Ucraina, che ha ridotto a quattro il numero delle razioni dell'oblast' di Čerkasy, la città è stata fusa nel distretto di Čerkasy.

## Geografia fisica
Čerkasy è situata sulla sponda occidentale del fiume Dnepr, che qui forma il bacino artificiale di Kremenčuk. La città occupa un'area di 69 km² ed è circondata perlopiù da paludi e foreste.
È situata a circa 200 km a sud-est della capitale Kiev.

## Origini del nome
Il toponimo Čerkasy, secondo l'interpretazione condivisa da gran parte degli storici, deriverebbe dall'etnonimo in lingua ucraina dei circassi, anche se l'origine di quest'ultimo rimane un mistero.

## Storia
Si ritiene che Čerkasy sia stata fondata attorno al 1286 nella Rus' di Kiev anche se la prima menzione dell'insediamento risale alla cronaca di Hustyns'kyj del 1305. Poco si sa dei primi anni di vita della città, anche se quest'ultima acquistò particolare importanza all'interno del Granducato di Lituania nel corso degli anni 1360, vista la sua posizione sulla frontiera meridionale dello stato; durante questo periodo si dotò di alcune fortificazioni per fronteggiare le scorrerie dei tatari di Crimea. Al contempo la città divenne un importante punto di riferimento per i cosacchi, venendo governata da uno starosta.
Con l'Unione di Lublino Čerkasy entrò a far parte della Confederazione polacco-lituana e il reggimento cittadino, istituito nel 1625, divenne un'importante componente dell'esercito polacco anche se durante la rivolta di Chmel'nyc'kyj appoggiò i cosacchi zaporoghi guidati da Bohdan Chmel'nyc'kyj. Con il trattato di Andrusovo del 1667, che pose fine alla guerra russo-polacca scoppiata in seguito alla rivolta cosacca, la città rimase comunque nel territorio della confederazione anche se con la seconda spartizione della Polonia del 1793 entrò a far parte dell'Impero russo, confluendo nel governatorato di Kiev.
Nel corso del XIX secolo la città venne interessata da una rapida ascesa economica e cambiò volto. Vennero progettate strade larghe e perpendicolari, nuovi edifici in muratura furono costruiti dove sorgevano case in legno mentre l'arrivo della ferrovia favorì la nascita delle prime industrie. Dopo lo scoppio della Rivoluzione d'ottobre Čerkasy venne conquistata dai bolscevichi, tuttavia nel corso della successiva guerra civile russa, fu conquistata per ben diciotto volte da differenti eserciti.
Nel corso della seconda guerra mondiale Čerkasy venne bombardata dai tedeschi per la prima volta il 22 giugno 1941 e dopo due mesi venne conquistata. Fu liberata dai sovietici il 14 dicembre 1943. Nel corso del conflitto subì innumerevoli danni e distruzioni. Nel 1954 divenne capoluogo della neonata oblast' di Čerkasy. Nel corso degli anni sessanta Čerkasy divenne il più importante centro chimico dell'Ucraina sovietica dapprima e della neocostituita Ucraina poi.

## Monumenti e luoghi d'interesse

### Architetture religiose
- Cattedrale di San Michele
- Cattedrale della Santissima Trinità

### Architetture civili
- Casa Lysenka
- Casa Ščerbyny
- Palazzo della cultura

## Società

### Evoluzione demografica
| 1897    | 1910    | 1929    | 1939    | 1959    | 1970    |
| ------- | ------- | ------- | ------- | ------- | ------- |
| 29 600  | 39 600  | 39 500  | 51 600  | 85 000  | 158 000 |
| 1977    | 1979    | 1984    | 1990    | 2001    | 2007    |
| 229 000 | 230 000 | 267 000 | 297 000 | 295 414 | 290 700 |

## Cultura
È sede dell'importante Università nazionale Bohdan Chmel'nyc'kyj (intitolata a Bohdan Chmel'nyc'kyj) e dell'Università tecnologica statale di Čerkasy.

## Geografia antropica

### Suddivisioni amministrative
La città è suddivisa in due distretti principali: il Prydniprovs'kyj e il Sosnivs'kyj, che a loro volta sono suddivisi in 7 sottodistretti ciascuno.

## Economia

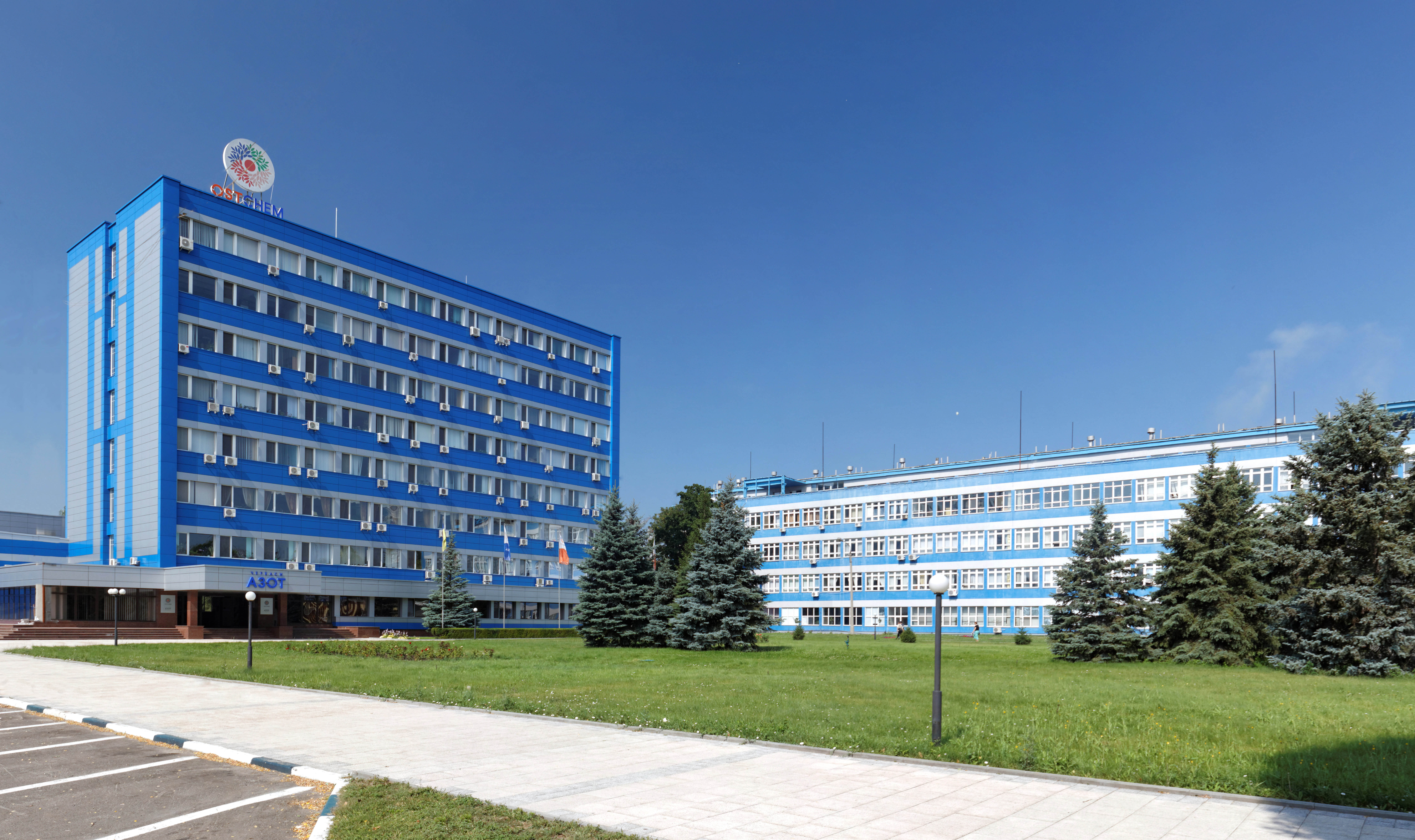
La sede principale di Azot a Čerkasy

Čerkasy è un importante polo dell'industria automobilistica, con gli svariati stabilimenti che producono automobili, autobus e veicoli commerciali con marchio AutoVAZ, Bohdan, Isuzu e Hyundai, e dell'industria chimica ucraina, ospitando la sede di Azot, uno dei principali produttori di fertilizzanti del paese.

## Infrastrutture e trasporti

### Aeroporti
A circa 5 chilometri verso sud-ovest dal centro della città è situato l'aeroporto internazionale di Čerkasy, che a causa di alcuni lavori di manutenzione e ammodernamento non effettua servizio passeggeri.

### Mobilità urbana
Il trasporto pubblico locale è operato sia tramite minibus e autobus di piccole dimensioni che tramite un'estesa rete filoviaria che conta 16 linee.

## Amministrazione

### Gemellaggi
- Bydgoszcz, dal 2000
- Kuşadası, dal 2019
- Rustavi, dal 2012
- Santa Rosa, dal 1991
- Sumqayıt, dal 2003